# Городской драматический театр «Студия» Л. Ермолаевой
Городской драматический театр «Студия» Л. Ермолаевой — театр, созданный в Омске в 1991 году.
В 1997 году театр получил свою постоянную прописку в здании бывшего Дома культуры «Строитель».
С 1991 по 2013 год театр возглавляла Любовь Ермолаева.
В репертуаре театра классические и современные пьесы Гоголя, Чехова, Островского, Вампилова, Каратыгина.
Театр участвует в театральных фестивалях: в 2007 году в международном фестивале спектаклей малых форм «Северный встречи» в Нижневартовске со спектаклем по ранним рассказам А. П. Чехова «Исповедь счастливчика».
На XVII Международном фестивале «Славянские театральные встречи» в Брянске муниципальный театр «Студия» Л. Ермолаевой получил Гран-при.